# Atlantisch orkaanseizoen 1992
Het Atlantisch orkaanseizoen 1992 duurde van 22 april 1992, toen de eerste subtropische storm zich vormde, tot 30 november 1992. Normaal begint het seizoen pas op 1 juni. Hoewel het seizoen voortvarend van start ging, was 1992 wat betreft de activiteit een normaal seizoen. Na de subtropische storm in april, duurde het tot 17 augustus totdat een tropische cycloon de status van tropische storm bereikte.
De zwaarste orkaan van het seizoen, orkaan Andrew, is een van de drie orkanen, die in de Verenigde Staten landden als orkaan van de vijfde categorie. Andrew was de kostbaarste orkaan in de geschiedenis van de Verenigde Staten, totdat Katrina in 2005 meer schade aanrichtte. Het seizoen telde 8 tropische cyclonen en één subtropische. Zes tropische cyclonen werden een tropische storm, de subtropische cycloon werd een subtropische storm. Van de zes tropische stormen werden er 4 een orkaan. Één orkaan, Andrew, groeide uit tot een majeure orkaan (categorie 3 of meer).

## Cyclonen

### Subtropische storm 1
Subtropische depressie 1 vormde zich op de Atlantische Oceaan op 21 april uit een lagedrukgebied. De storm trok naar het westen en werd de volgende dag een subtropische storm, hij had wel convectie en gesloten circulatie, maar een koude kern. De volgende dag verzwakte de storm tot subtropische depressie, hoewel met de opwarming van de kern de depressie vlak bij de status van tropische cycloon kwam. Op 24 april loste de subtropische depressie op. Naast tropische storm Ana in 2003, is deze storm de enige in april gevormde (sub)tropische storm.

### Tropische depressie 1
Op 25 juni vormde tropische depressie 1 zich boven het westen van de Caraïbische Zee. Deze depressie bracht vooral veel regen in Florida. Er ontstond enige verwarring toen het National Hurricane Center de depressie abusievelijk tropische depressie 2 noemde, als opvolger van de subtropische cycloon in april en het National Meteorological Center sprak van tropische depressie 1. Destijds werden echter tropische en subtropische cyclonen apart genummerd, waarbij alleen volledige tropische stormen een naam kregen. Dit leidde een paar weken later tot een tweede tropische depressie 2.

### Tropische depressie 2
Tropische depressie 2 ontstond in de tweede helft van juli, uit een buienlijn met onweersbuien, die naar het oosten van de kust van New York en van het zuiden van New England de oceaan op dreef. Boven de oceaan trok dit systeem naar het zuiden en ontwikkelde convectie en een centrum. Een verkenningsvliegtuig trof op 24 juli een tropische cycloon aan, met winden die maar net windkracht 8 Beaufort haalden, genoeg voor een tropische storm. Toch werd besloten vanwege de minimale windsnelheid en de relatief hoge luchtdruk (1016 mbar) de cycloon als tropische depressie te beschouwen. De depressie trok naar het westen en ging ten onder aan sterke stroming in de atmosfeer.

### Orkaan Andrew
Tropische depressie 3 ontstond op 16 augustus uit een tropische onweersstoring, die op 14 augustus was vertrokken van de Afrikaanse kust. Deze trok verder naar het westnoordwesten en werd ten zuidwesten van de archipel Kaapverdië gepromoveerd tot tropische storm Andrew. Daarmee was Andrew een orkaan van het Kaapverdische type. Daarna kreeg Andrew te kampen met een trog van lage druk in de bovenlagen van de atmosfeer, die zodanig aan Andrews structuur trok, dat Andrew op 20 augustus bijna desintegreerde. De dag daarna kwam Andrew halverwege Puerto Rico en Bermuda terecht. Daar draaide Andrew naar het westen en de omstandigheden waren veel gunstiger voor verdere ontwikkeling. Op 21 augustus promoveerde Andrew tot orkaan en bereikte de volgende dag de vijfde categorie. Op 23 augustus bereikte Andrew zijn hoogtepunt met windsnelheden van 280 km/uur en een luchtdruk van 922 mbar.
Op dat moment was Andrew erg klein, het veld met stormwinden van windkracht 8 of meer strekte zich slechts uit tot 150 km buiten het centrum (Andrew was dus zo'n 300 km in doorsnee). Andrew landde op twee eilanden van de Bahama's, maar na de tweede landing degradeerde Andrew tijdelijk naar de vierde categorie. Tussen Florida en de Bahama's kwam Andrew boven warm zeewater en bereikte opnieuw de vijfde categorie. Op 24 augustus landde Andrew met windsnelheden van 265 km/uur en een druk van 922 mbar in het zuiden van Florida. Andrew trok over Florida, de Golf van Mexico binnen als orkaan van de vierde categorie. Andrew draaide naar het noorden richting Louisiana. Op 26 augustus landde Andrew als orkaan van de derde categorie nabij Morgan City in Louisiana. Daar draaide Andrew naar het noordoosten en verzwakte.
Andrew werd ten slotte opgenomen door een frontaal systeem boven Tennessee. Oorspronkelijk werd Andrew geclassificeerd als orkaan van de vierde categorie. Het duurde meer dan 10 jaar voordat na uitvoerige reconstructie Andrew werd opgewaardeerd tot de zwaarste categorie. Tot Katrina was Andrew op twee na de orkaan met de laagste luchtdruk bij landing in de Verenigde Staten. Andrew was de kostbaarste orkaan tot de komst van Katrina in 2005. Ook bij Andrew klaagden de slachtoffers, dat de hulpverlening maar langzaam op gang kwam. Andrew eiste 26 levens en veroorzaakte een schade van $26.500.000.000,- gecorrigeerd voor inflatie zou dit anno 2005 $44.900.000.000,- zijn.

### Orkaan Bonnie
Op 17 september ontstond boven het noordwesten van de Atlantische Oceaan een tropische depressie, die de volgende dag promoveerde tot tropische storm Bonnie. Bonnie werd dezelfde dag nog een orkaan. Bonnie trok eerst naar het oostnoordoosten en bereikte op 21 september haar hoogtepunt als orkaan van de tweede categorie. Daarna draaide Bonnie naar het zuidzuidwesten en verzwakte op 23 september tot tropische depressie door sterke stroming boven in de atmosfeer. Daarna draaide Bonnie opnieuw naar het oosten en werd op 27 september weer een tropische storm. Op 30 september loste Bonnie op. Bonnie trok langs de Azoren, maar richtte daar weinig schade aan. Bonnie blies een man van een rots op het eiland São Miguel op de Azoren.

### Orkaan Charley
Op 21 september vormde zich een tropische depressie op zo'n 1000 km ten zuidwesten van de Azoren. Deze trok naar het noorden en promoveerde op 22 september tot tropische storm Charley. Charley werd op 23 september een orkaan en bereikte op 24 september zijn hoogtepunt als orkaan van de tweede categorie, een unicum voor dit gebied van de Atlantische Oceaan. Charley draaide naar het noordoosten en kwam op 26 september boven koeler water terecht, waardoor Charley verzwakte tot tropische storm. De volgende dag loste Charley op.

### Tropische storm Danielle
Danielle ontstond voor de oostkust van de Verenigde Staten op 22 september. Danielle trok eerst parallel aan de kust en draaide toen naar het noordwesten richting Maryland, waar Danielle zou landen. Danielle is een van de weinige tropische cyclonen die zijn geland in de staat Maryland. Boven land verdween Danielle snel. Danielle eiste één mensenleven.

### Tropische storm Earl
Op 18 september vertrok een tropische onweersstoring van de Afrikaanse kust. Zij trok de oceaan over zonder tot ontwikkeling te komen. Op 27 september ontwikkelde uit dit systeem een tropische depressie op 550 km ten noorden van Hispaniola. Deze depressie trok naar de Bahama's, waar zij enige tijd stationair lag. Daar promoveerde de tropische depressie op 29 september tot tropische storm Earl en trok naar het oosten. Op 1 oktober bereikte Earl zijn hoogtepunt met winden tot 100 km/uur. Daarna verdween Earl snel boven de Atlantische Oceaan.

### Orkaan Frances
Het systeem dat Frances zou worden ontstond op 18 oktober ten zuidzuidoosten van Bermuda en promoveerde tot tropische storm Frances op 23 oktober. Frances trok naar het noordoosten. Op 24 oktober bereikte Frances haar hoogtepunt als orkaan van de eerste categorie. Daarna verzwakte Frances gestaag, doordat zij boven kouder water terechtkwam. Op 27 oktober verloor zij haar tropische kenmerken. Frances verdronk één bemanningslid van een zeilschip en een ander bemanningslid van dit schip werd vermist.

## Activiteit
Het seizoen 1992 was een normaal seizoen met een ACE-waarde net onder de mediaan en het gemiddelde. Ook had dit seizoen een gering aantal cyclonen, slechts zes stormen met een naam. De reden hiervoor ligt in de sterke el Niño, die in 1991 begon en in 1994 ophield. Tijdens een el Niño wordt cyclogenesis onderdrukt door de toename van sterke stromingen hoog in de atmosfeer, zoals de straalstroom.

## Namen
De lijst met namen voor 1992 was hetzelfde als die van 1986. De lijst werd opnieuw gebruikt in 1998, met uitzondering van Andrew, die van de lijst werd geschrapt. Andrew werd in 1998 vervangen door Alex.
| - Andrew - Bonnie - Charley - Danielle - Earl - Frances - Georges (niet gebruikt) | - Hermine (niet gebruikt) - Ivan (niet gebruikt) - Jeanne (niet gebruikt) - Karl (niet gebruikt) - Lisa (niet gebruikt) - Mitch (niet gebruikt) - Nicole (niet gebruikt) | - Otto (niet gebruikt) - Paula (niet gebruikt) - Richard (niet gebruikt) - Shary (niet gebruikt) - Tomas (niet gebruikt) - Virginie (niet gebruikt) - Walter (niet gebruikt) |